# Усадьбы Киева

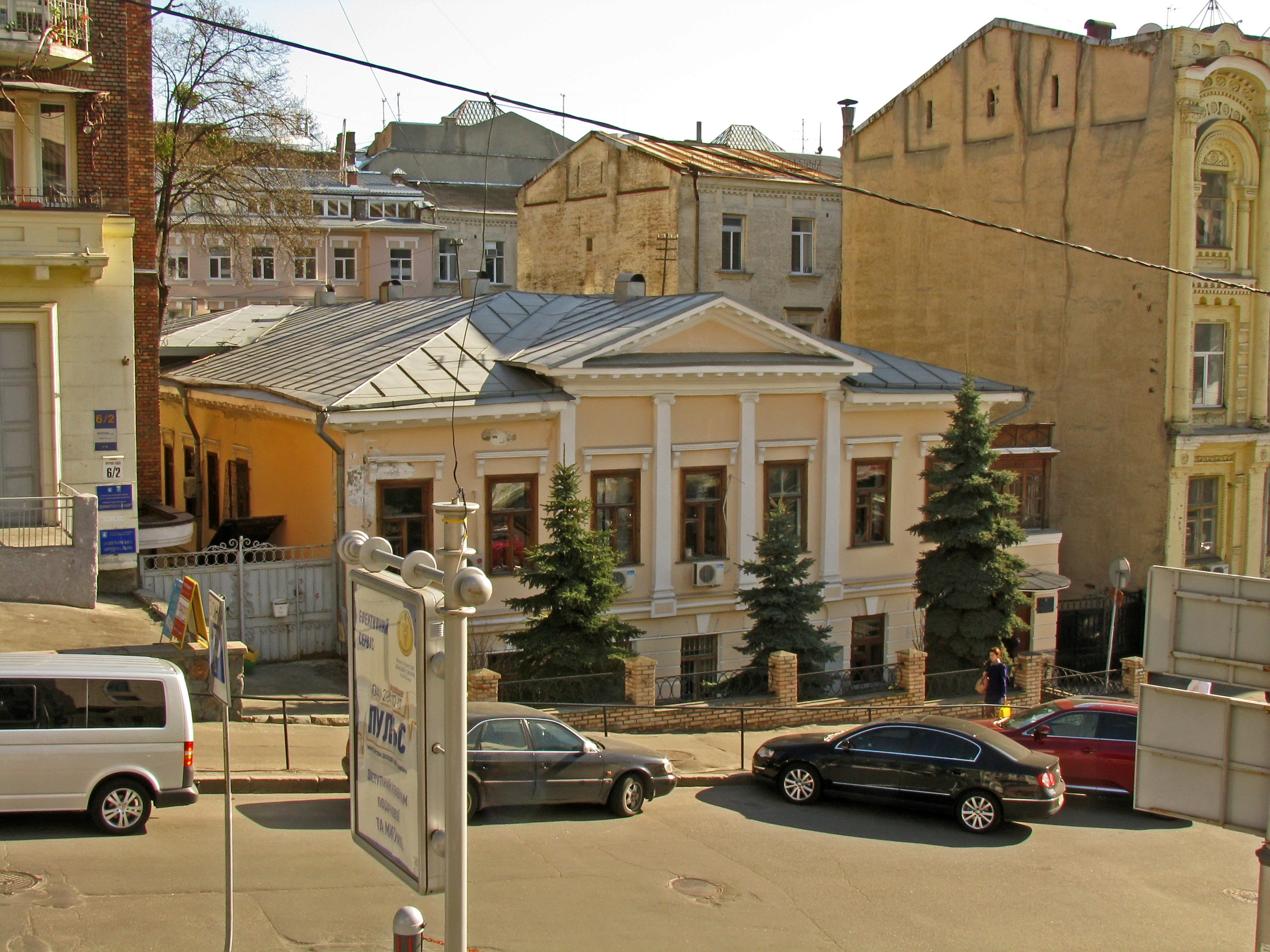
Дом на Крутом спуске — один из старейших особняков в Киеве

Киевские усадебные дома — одиночные, хорошо спланированные жилые дома на одну семью с хозяйственными постройками и прилегающими садом и огородом. По подсчетам исследователей, в Киеве сохранилось более ста особняков, возведенных в XIX—XX веках.

## Усадебная застройка

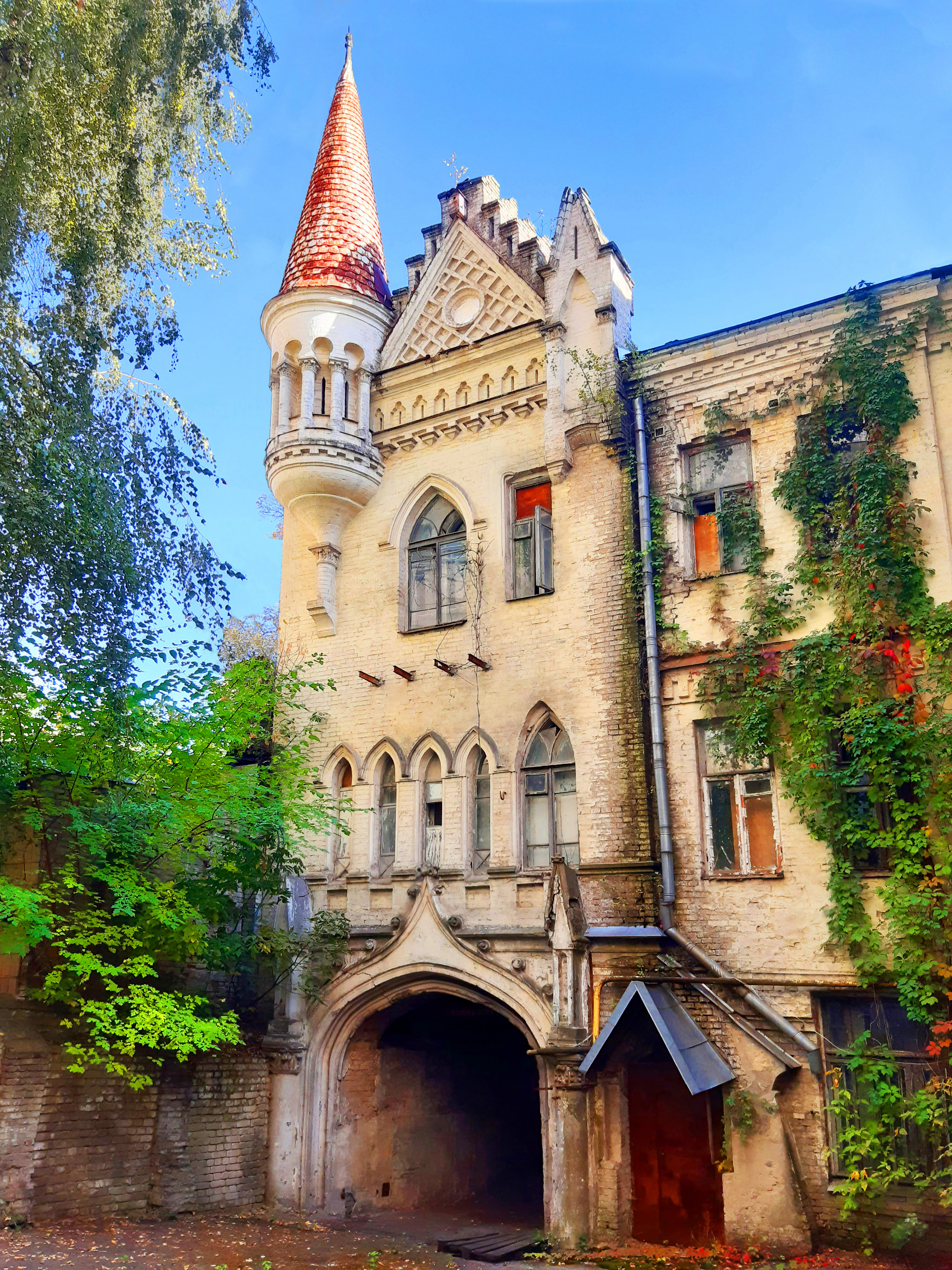
Замок барона Штейнгеля

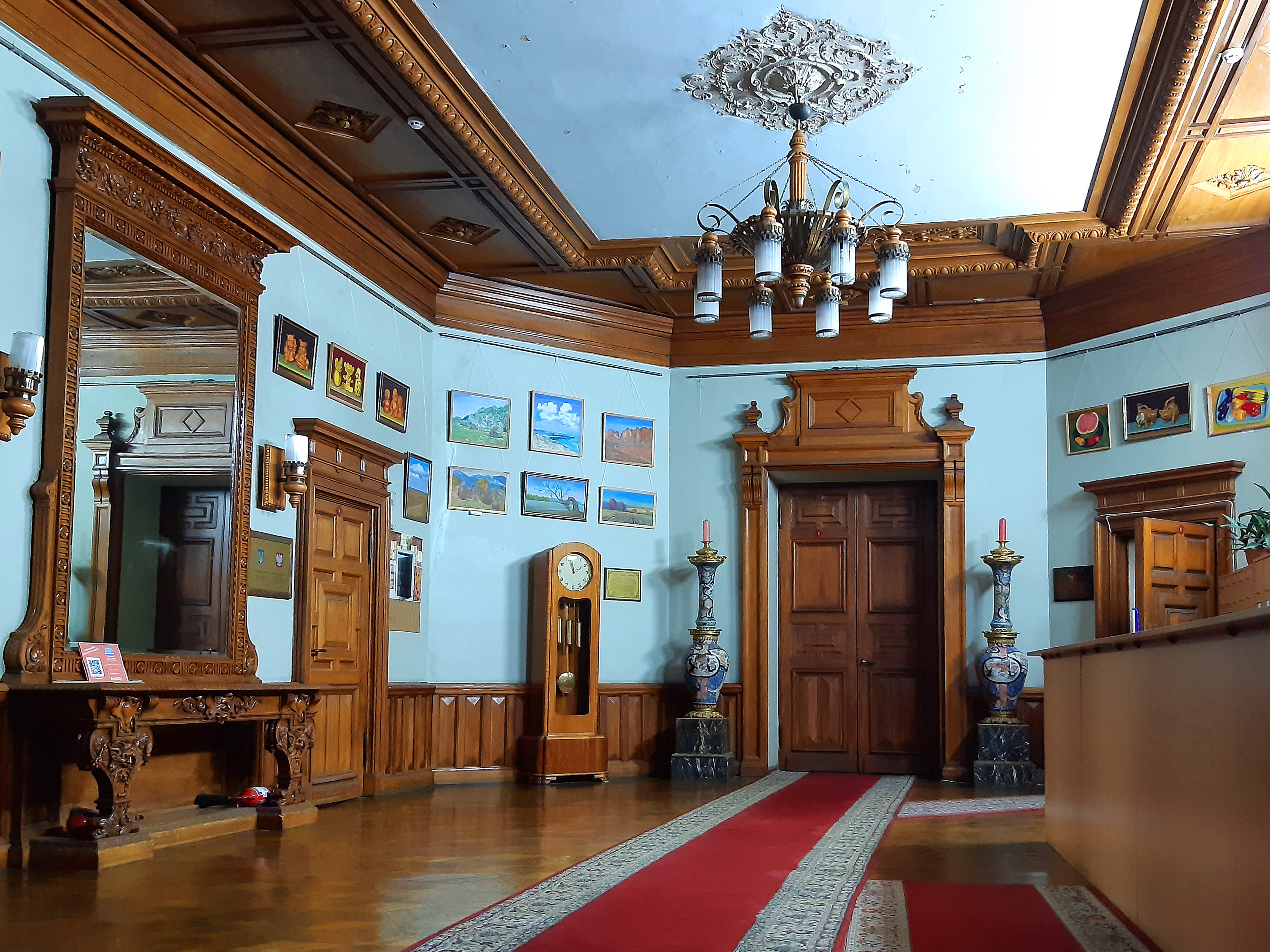
Интерьер в особняке Александра Терещенко

После отмены крепостного права 1861 года, реформы городского самоуправления 1870 года и других изменений оживилась экономическая жизнь Киева. Бурное развитие промышленности, прежде всего сахарной, железнодорожного и водного транспорта, проведение ежегодных киевских контрактовых ярмарок увеличение населения города способствовали интенсивному развитию Киева. В городе наблюдается «строительная лихорадка», первый всплеск которой произошел в 1870-х годах, второй — в 1890-х, а третий — после 1907 года.
Особняки больше сосредотачивались на Липках, Старом Киеве и Лукьяновке.
Заказчиками строительства на усадебных участках были дворяне, чиновники и армейское командование. В особняках жили предприниматели, из которых половина — сахаропромышленники. Около четверти владельцев усадеб были представители разных профессий: инженеры, врачи, архитекторы, профессора.
Подавляющее большинство домов возведено на красной линии или на углу улиц. Лишь с десяток зданий — в глубине усадьбы

### «Господские Липки»

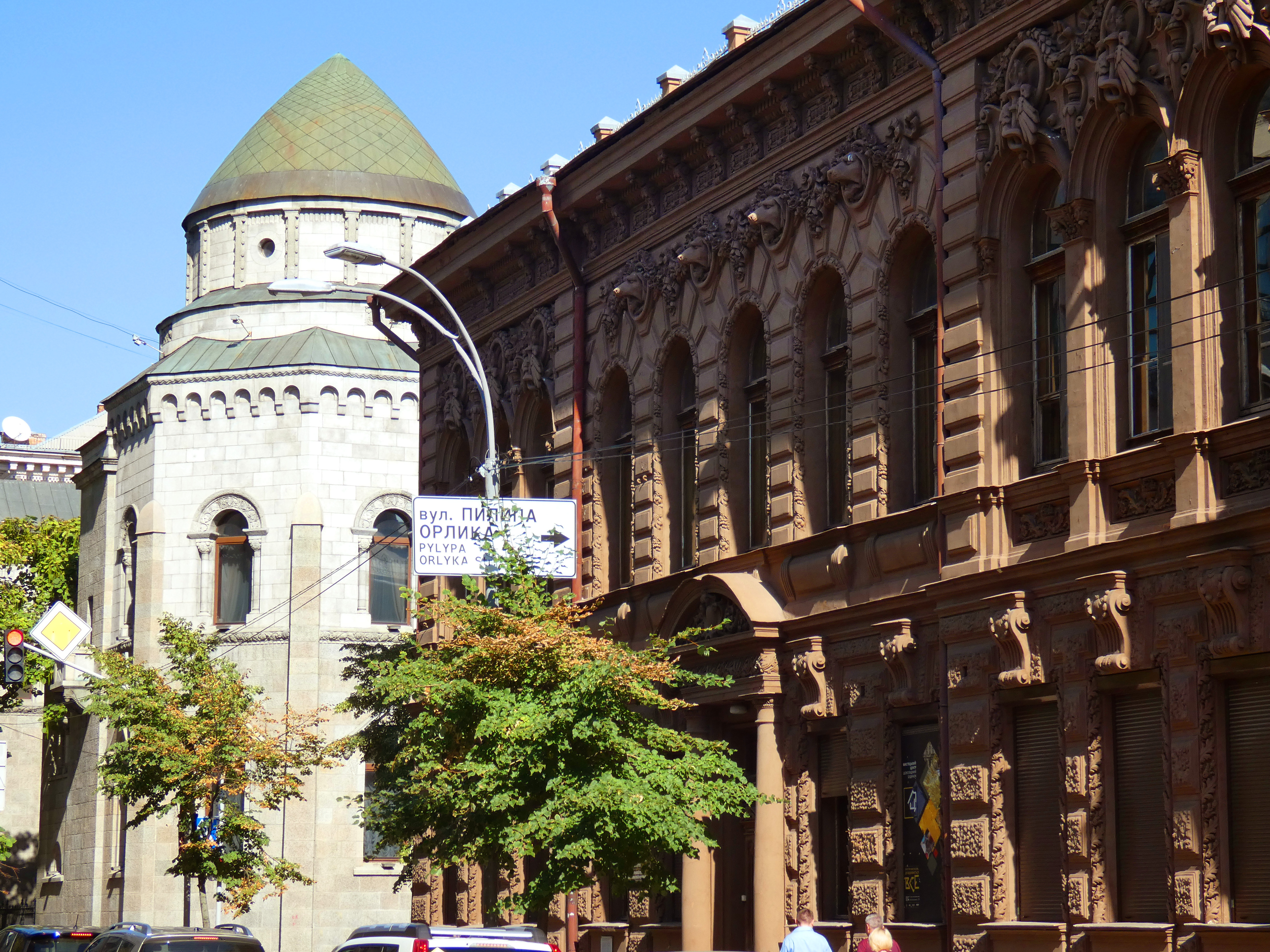
«Арабский замок» (слева) и «Шоколадный домик»

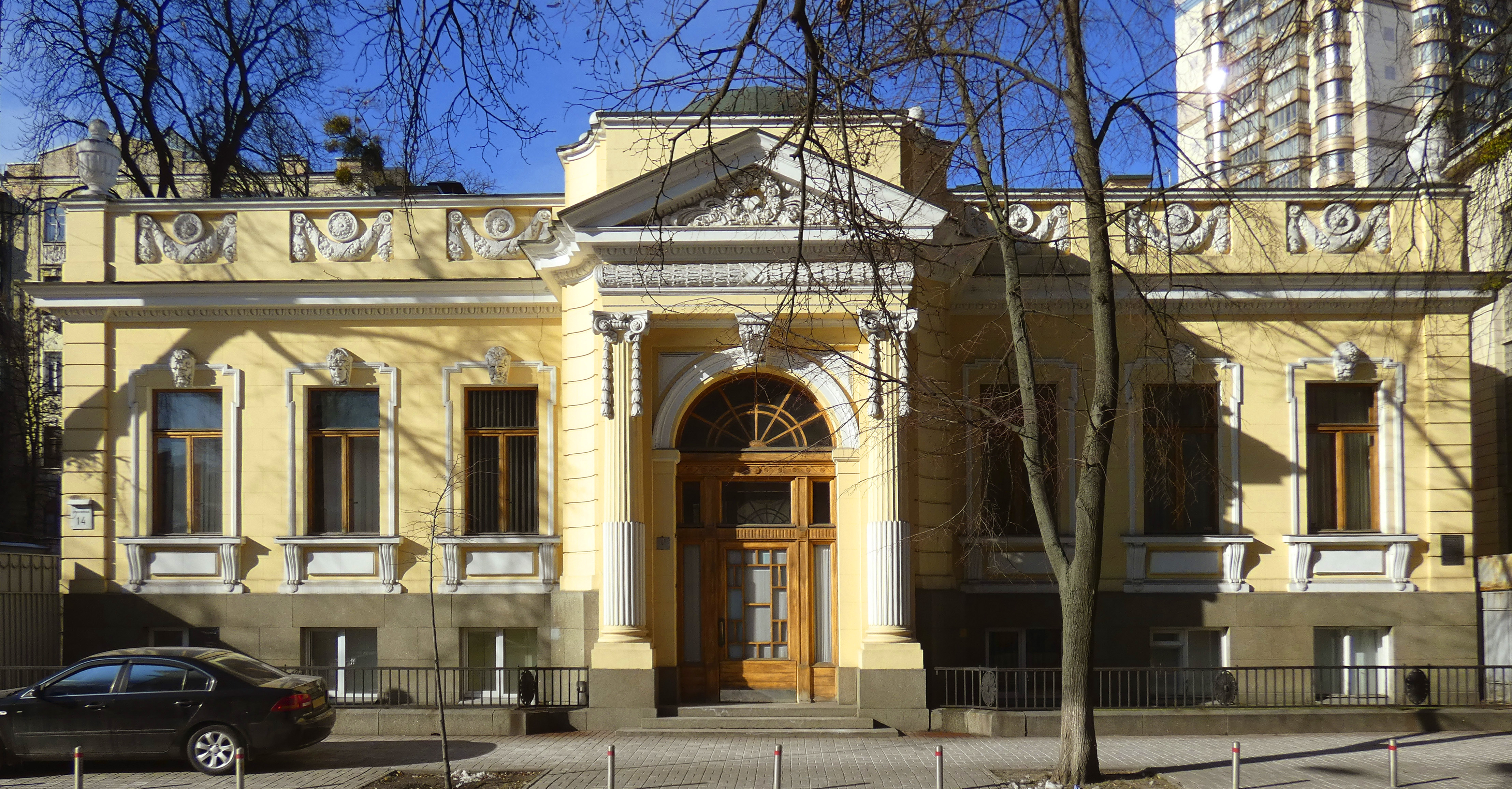
Дворец на Липках (1912), Шелковичная, 14

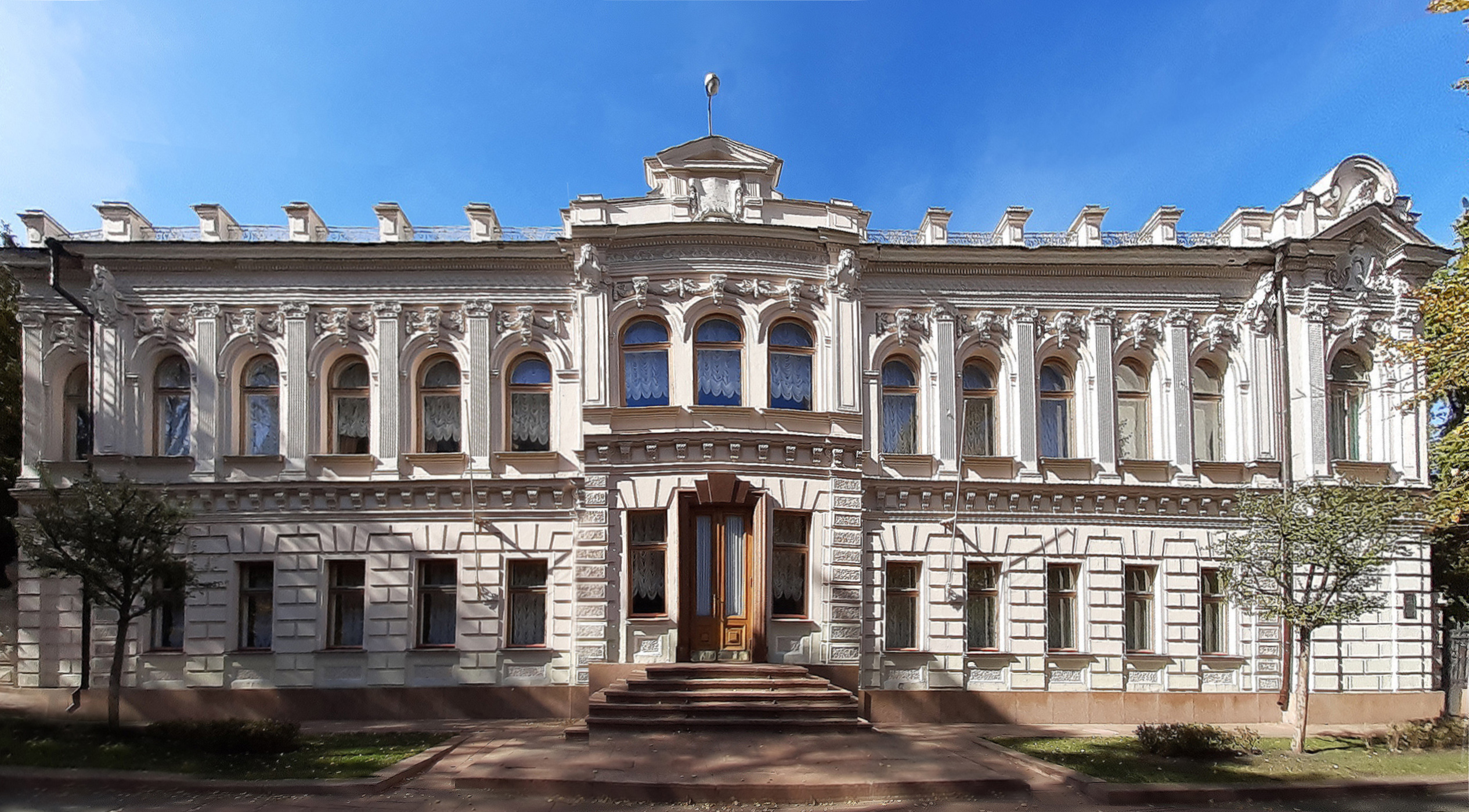
Особняк Закса на Липской улице, 4

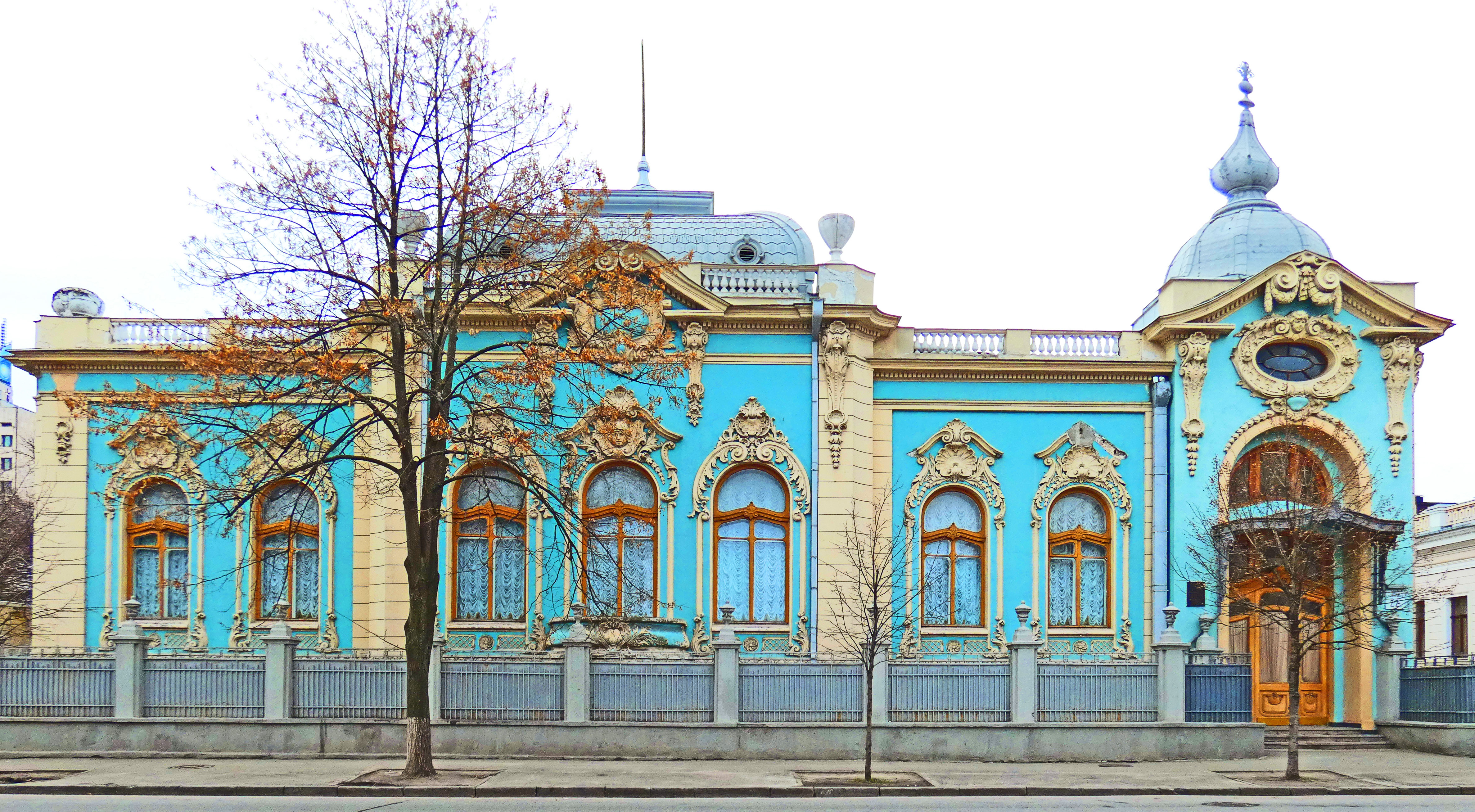
Имение Полякова на улице Михаила Грушевского, 22

Местность с виноградным и шелковичным садами на Липском холме принадлежала Киево-Печерской лавре. В 1787 году эти земли конфисковали власти.
В 1800—1805 годах на Липках под застройку выделили первые 78 участков. В 1828 году вырубили липовую рощу, в 1835 — сады, а на их месте выросли преимущественно деревянные одно-и двухэтажные дома. Здесь поселялись аристократы, а впоследствии и богатейшие купцы и предприниматели. В этом районе располагались Мариинский дворец, дома генерал-губернатора и гражданского губернатора.
На рубеже 1880-х — 1890-х предприниматели на выкупленных усадьбах возводят для себя каменные здания и дворцы. В них жили самые состоятельные семьи Льва Бродского, Моисея Гальперина, Маркуса Зайцева, Симхи Либермана, Михаила Шестакова.
Самыми яркими образцами Липских усадебных домов являются «Арабский домик», особняк Полякова, особняк Либермана, «Шоколадный домик».
Накануне 1917 года в «аристократическом квартале» насчитывалось около сорока особняков. Несмотря на то, что после 1908 года их разбавили многоэтажными доходными домами, Липки оставались тихим уединенным районом города.
В революционные годы и период Гражданской войны особняки были разграблены. А большинство художественных коллекций, которые хранились там, было потеряны навсегда.
В то же время Липские дома поочередно занимали карательные органы белогвардейцев и большевиков. В январе 1918 года, когда в Киеве царило большевистское войско Муравьева массовые казни проводили в Царском (Мариинском) дворце и особняке Полякова. Впоследствии органы ЧК-НКВД разместились в усадьбе Уваровой и особняках на Институтской, 40, Липской, 2, 4, 10, Филиппа Орлика, 3, Садовой, 3, 5, Шелковичной, 15/1 и других.
Очевидцы оставили свидетельства о красном терроре на Липках: «Под самый конец, когда большевики перед уходом расстреливали заложников, мы увидели в окно — к этому времени Мандельштама уже выгнали из гостиницы и он жил с братом в кабинете моего отца — телегу, полную раздетых трупов. Они были небрежно покрыты рогожей, и со всех сторон торчали части мертвых тел. Чека помещалась в нашем районе, и трупы через центр вывозились, вероятно, за город». Осип Мандельштам отреагировал на те события стихом: «Пахнут смертью господские Липки».
По выражению киевлянки, слова которой привел в своей книге Сергей Белоконь, Липскую улицу в те годы называли самой длинной улицей в мире, поскольку по ней можно было пойти в одну сторону и никогда оттуда не вернуться назад.
После перенос столицы УССР из Харькова в Киев особняков для представителей нового господствующего слоя (работников компартийных, правительственных и карательных органов) уже не хватало. Поэтому старые дома перестроили или и вовсе снесли, чтобы на освободившихся участках построить многоэтажные жилые дома. Новыми архитектурными акцентами становятся такие сооружения, как десятиэтажное здание НКВД УССР (теперь — Дом правительства на улице Михаила Грушевского, 12).
Лишь несколько Липских особняков на Банковой, 2 и 15, Садовой, 5, Елизаветинской, 8 временно отдали под детские сады или приюты.
В целом в XX веке четверть особняков была уничтожена.
По состоянию на 2020 год в бывших особняках расположены различные учреждения и организации.

### Особняки на Подоле

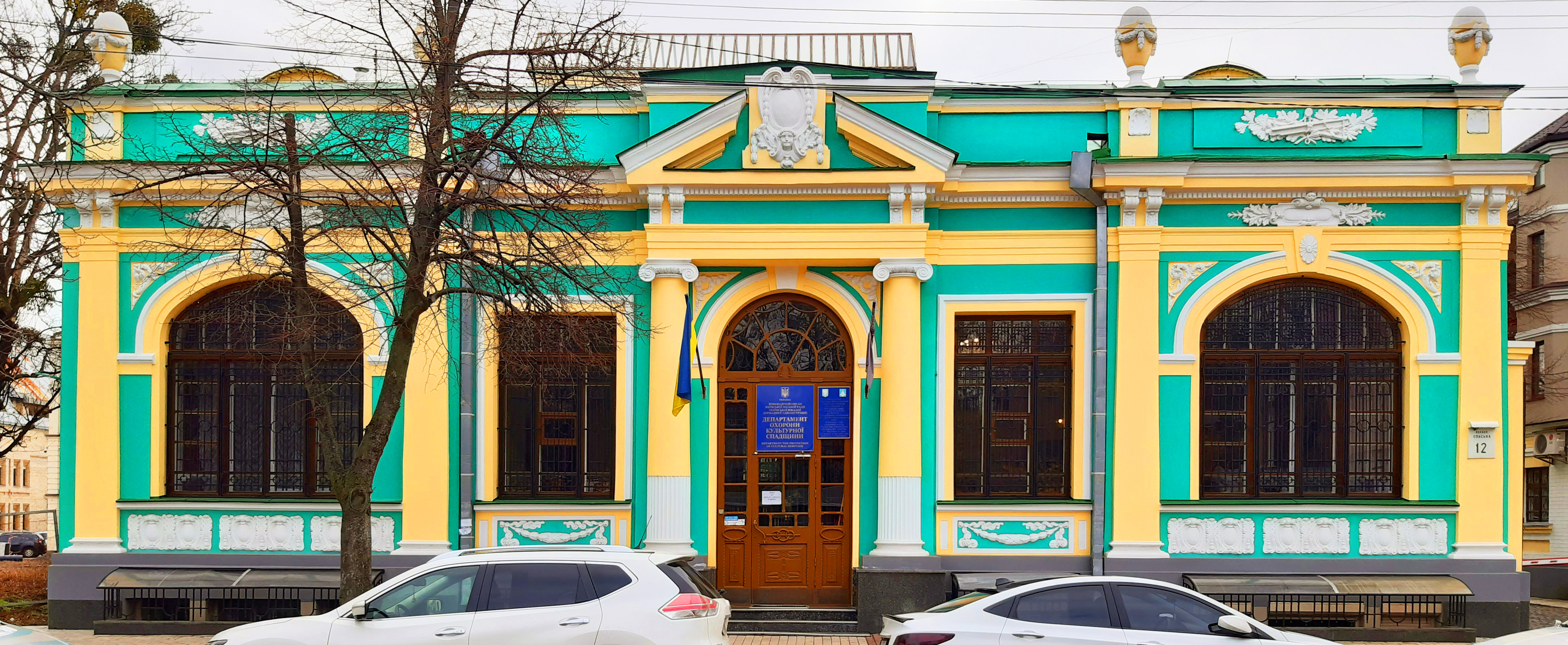
Особняк Апштейна на Подоле

После большого пожара 1811 года на Подоле сохранилось лишь несколько старых усадеб: дом Мазепы (XVII век) на Спасской улице, 16-а, каменица Быковских (XVIII век) на Константиновской улице, 6, дом Сухоты (1804) и дом Стрельбицкого (1808) на Покровской, соответственно 8 и 5. И хотя впоследствии здесь полностью перепланировали улицы, Подол так и не привлек состоятельных киевлян. Строительство роскошных особняков сдерживали частые разрушительные наводнения, нехватка места и неуютность ремесленно-торговой части города. В то же время предприниматели, которые имели в этом районе свой бизнес, построили несколько особняков, в частности особняк Апштейна на Спасской, 12 и дом на Борисоглебской, 12.

### Особняки на Лукьяновке

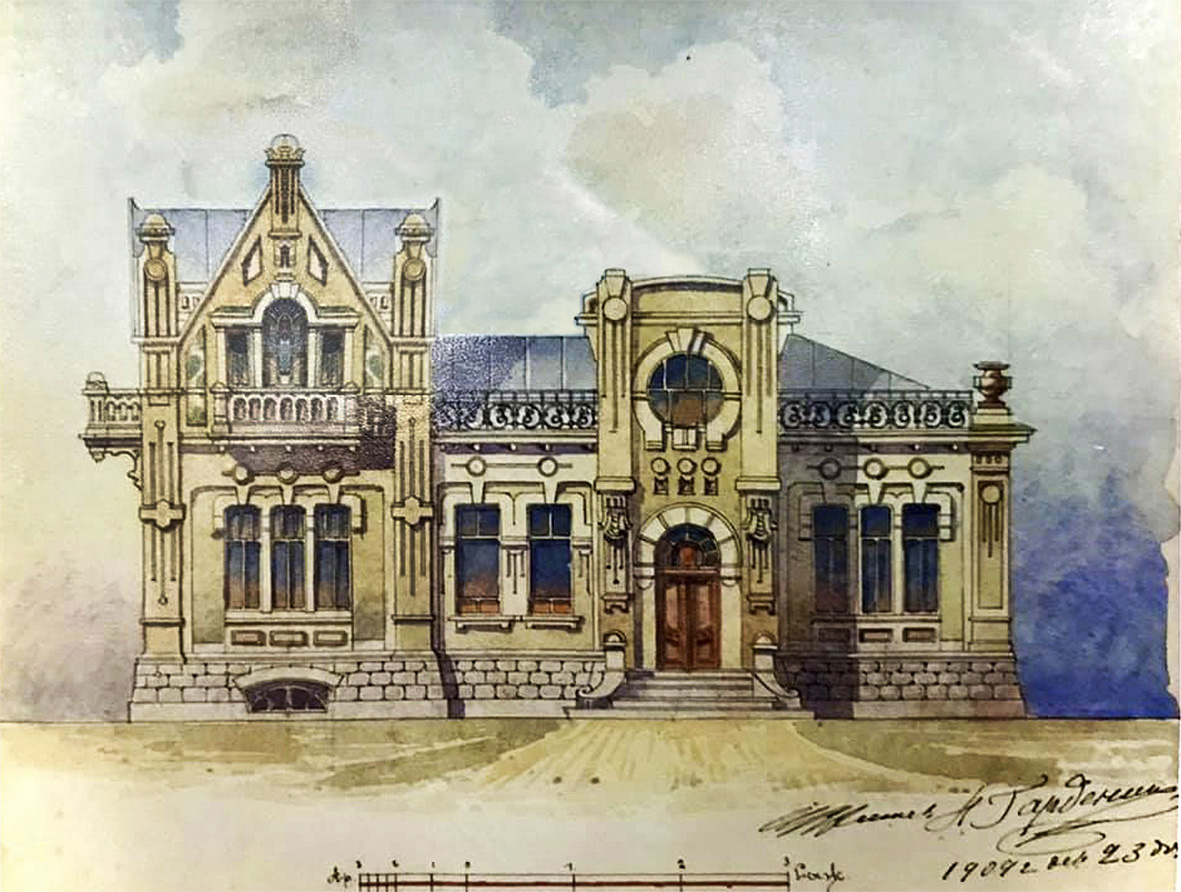
Каменица на Нагорной, 14 (эскиз 1909)

Активное развитие Лукьяновки началась после разрушительного наводнения 1845 года на Подоле, когда значительную часть жильцов расселили вдоль Житомирского пути.
В начале XX века в этом районе селились преимущественно небогатые люди. Среди них было немало известных людей: писатели И. С. Нечуй-Левицкий и Е. П. Пчилка, композиторы Н. Д. Леонтович, К. Г. Стеценко, архитекторы Э.-Ф. Брадтман, В. П. Моцок, художники А. А. Крюгер-Прахова, В. К. Менк, А. А. Мурашко, В. Д. Орловский, Н. К. Пимоненко, И. Ф. Селезнёв, профессора Киевской духовной академии А. И. Булгаков, Н. И. Петров, биолог Н. Ф. Кащенко, инженеры Е. О. Патон, С. П. Тимошенко, общественный деятель И. Щитковский и многие другие.
Владельцы участков возводили на них дома в разных стилях. Дом на Нагорной улице, 13/2 имеет черты «образцового» пятиоконного фасада, которые были распространены в Киеве в начале ХІХ столетия. Особняк Бельского на Осеевской, 14 оформлен в стиле «венского ренессанса», дом на Овручской, 29 — английской неоготики, Усадьба на Нагорной, 14 и 17 — раннего модерна, Багговутовской, 14 и улицы Юрия Ильенко, 8 — развитого модерна, а дом Брадтмана на Осеевской, 6 — позднего модерна. Здания на Кудрявской, 9-а, Полтавской, 4, Нагорной, 23 украшены в стилистике украинского романтизма.
В 1922 году большевики окончательно национализировали все особняки, а некоторых жителей, как Александра Мурашко, расстреляли или замучили. Впоследствии уничтожили целый ряд лукьяновских особняков. Разрушили дом Мурашко на Багговутовской, 25, особняк Ивана Щетковского по проекту архитектора В. Г. Кричевского на Полтавской, 4, дом Соколовых на Татарской, 1.

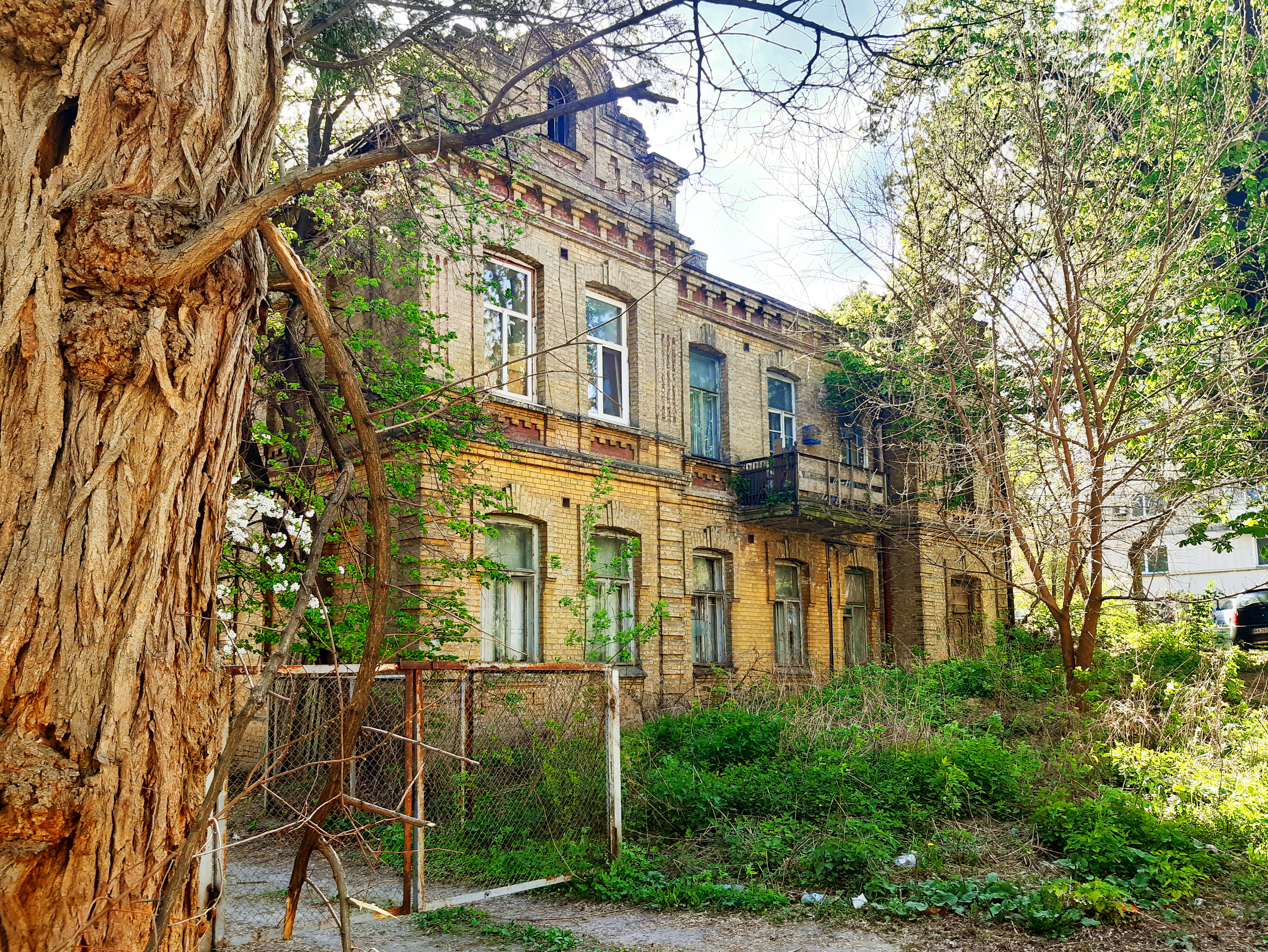
Усадьба на Тропинина, 6
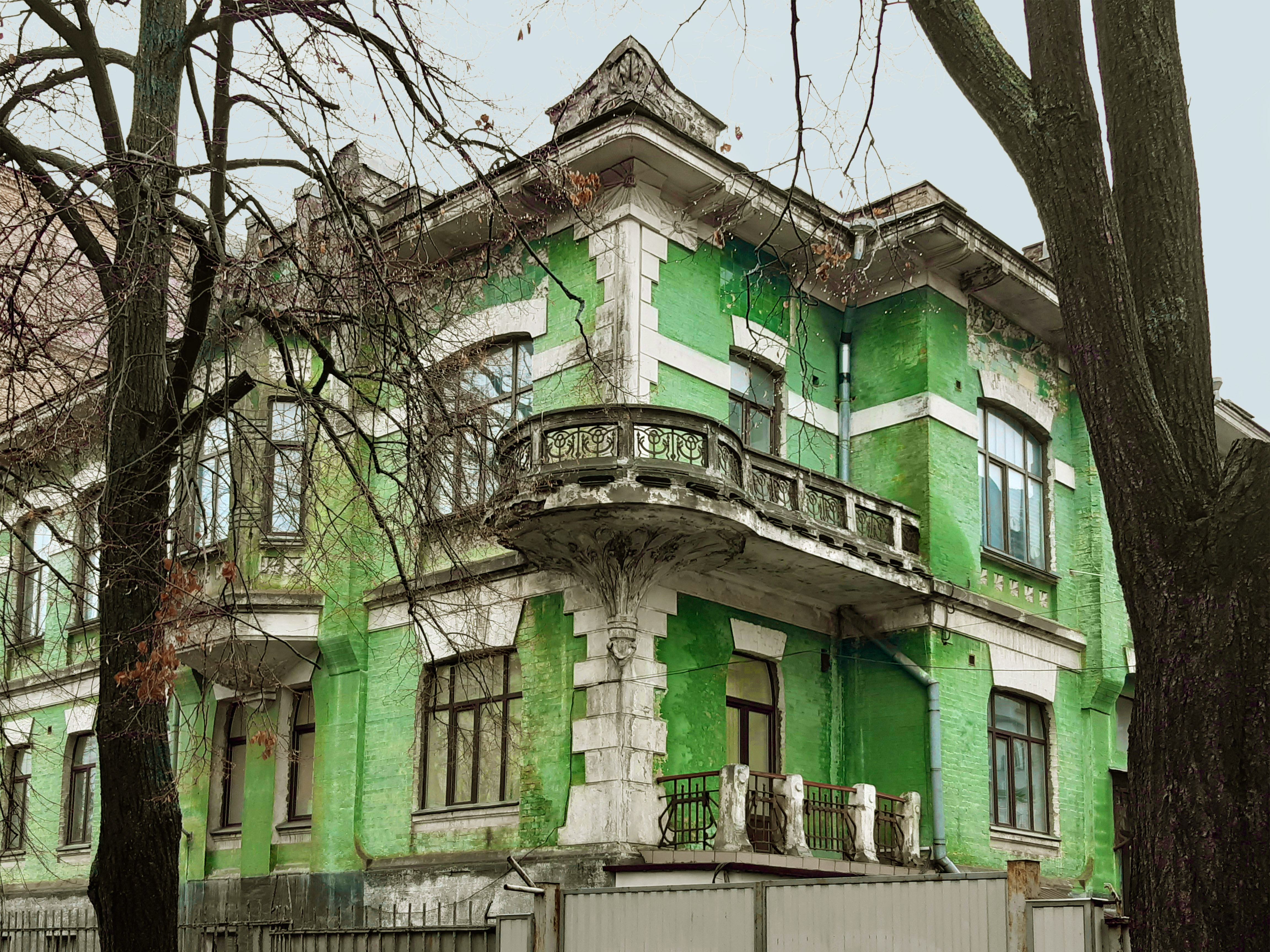
Дом с ирисами
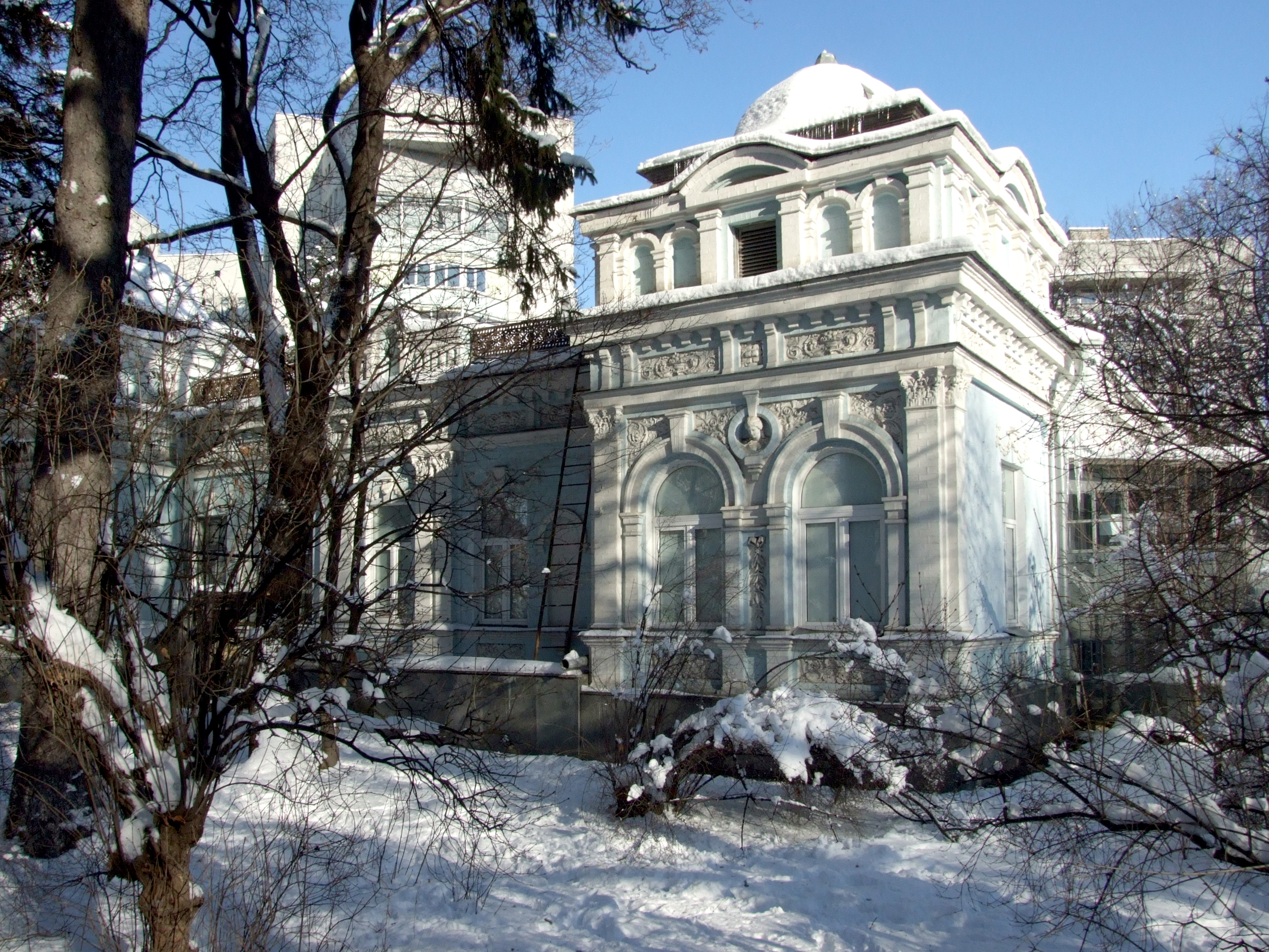
Особняк Бельского

## Архитектурные стили
Особняки строили в архитектурных стилях, которые соответствовали европейским архитектурным направлениям и вкусам киевлян на рубеже ХІХ—ХХ столетий. Наибольшее внимание владельцы городских имений оказывали неоренессансу. К самым заметным образцам относятся особняк Либермана, особняк Александра Терещенко, "Шоколадный домик (стиль итальянских палаццо). Особняки строили также в стиле неоклассицизма (особняк Федора Терещенко), ампира (усадьба Уваровой), неоготики («Замок барона Штейнгеля», особняк Ивана Терещенко), модерна и кирпичной эклектики.

## Архитекторы
Наибольшее количество проектов особняков принадлежит Владимиру Николаеву и А. К. Крауссу. Среди других архитекторов, которые проектировали усадьбы, выделяются П. Ф. Алёшин, Э.-Ф. Брадтман, Н. Н. Горденин, А. Л. Гун, А. С. Кривошеев, Р-Ф. Мельцер, В. А. Осьмак, В. А. Прохоров, В. И. Сычугов, П. И. Спарро, Л. Станзани, Ф. А. Троупянский, А. Р. Хойнацкий, А. Я. Шиле, Г. П. Шлейфер и другие.

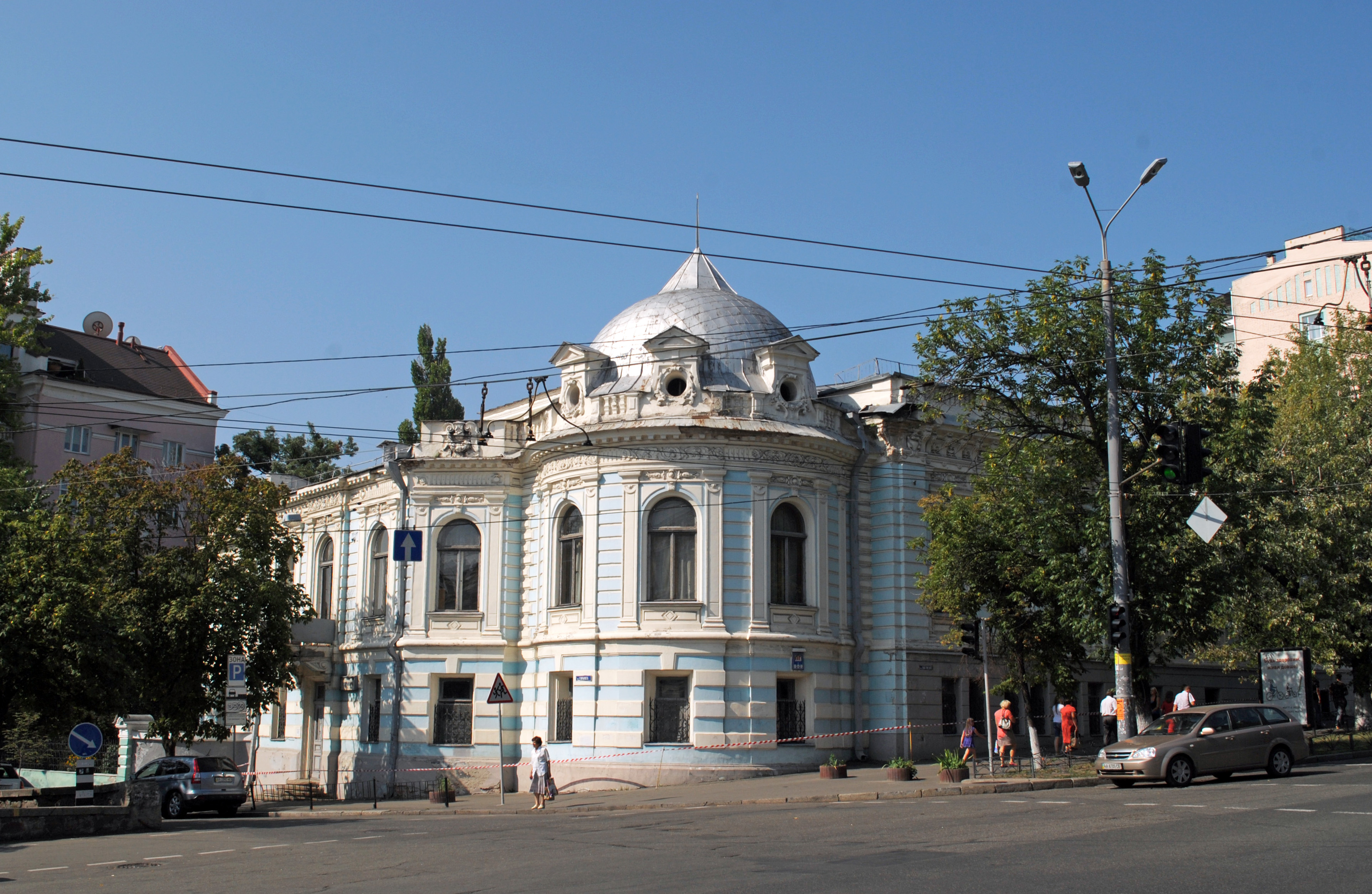
Особняк Александра Терещенко
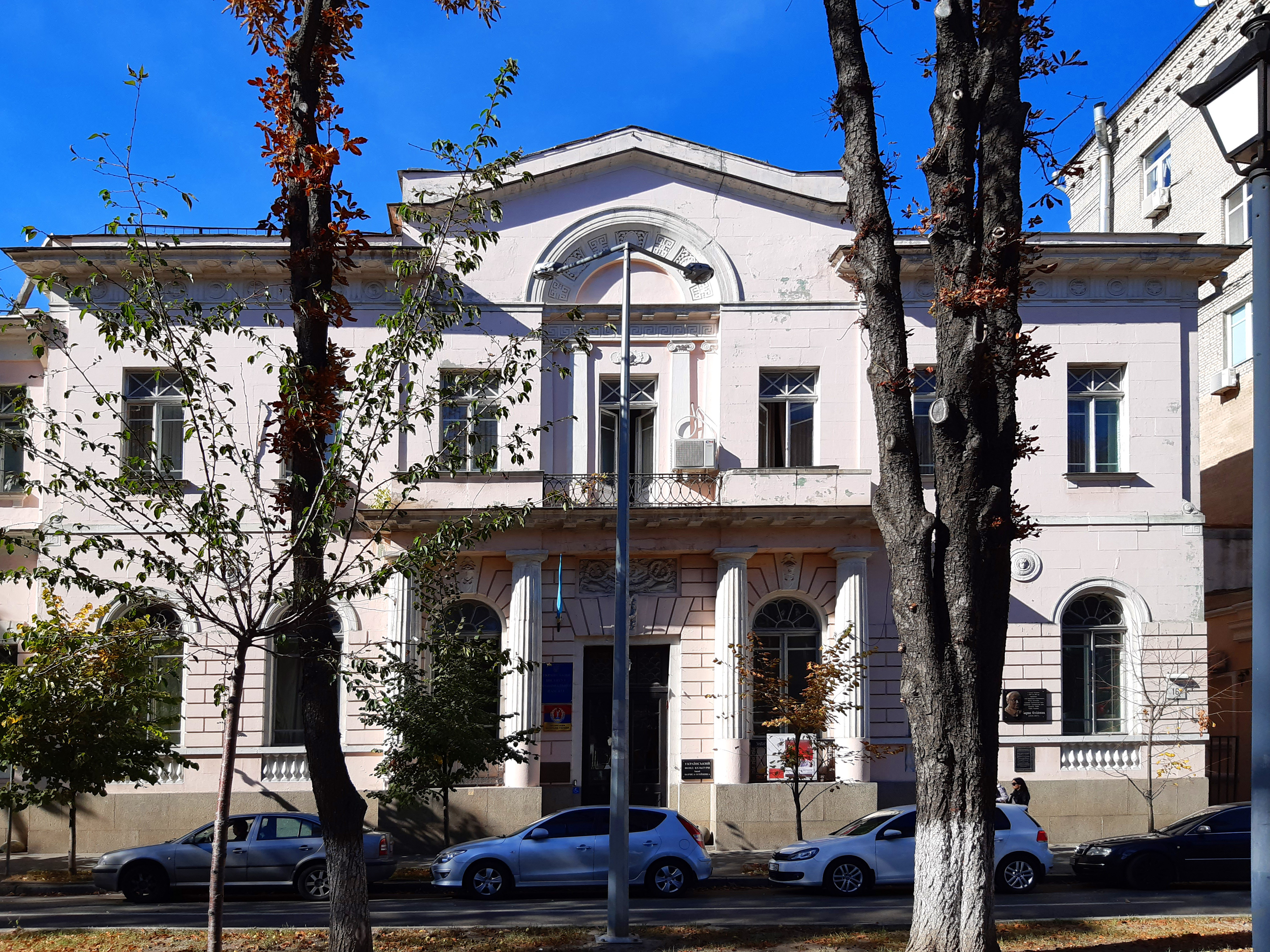
Особняк Уваровой на Липской, 16
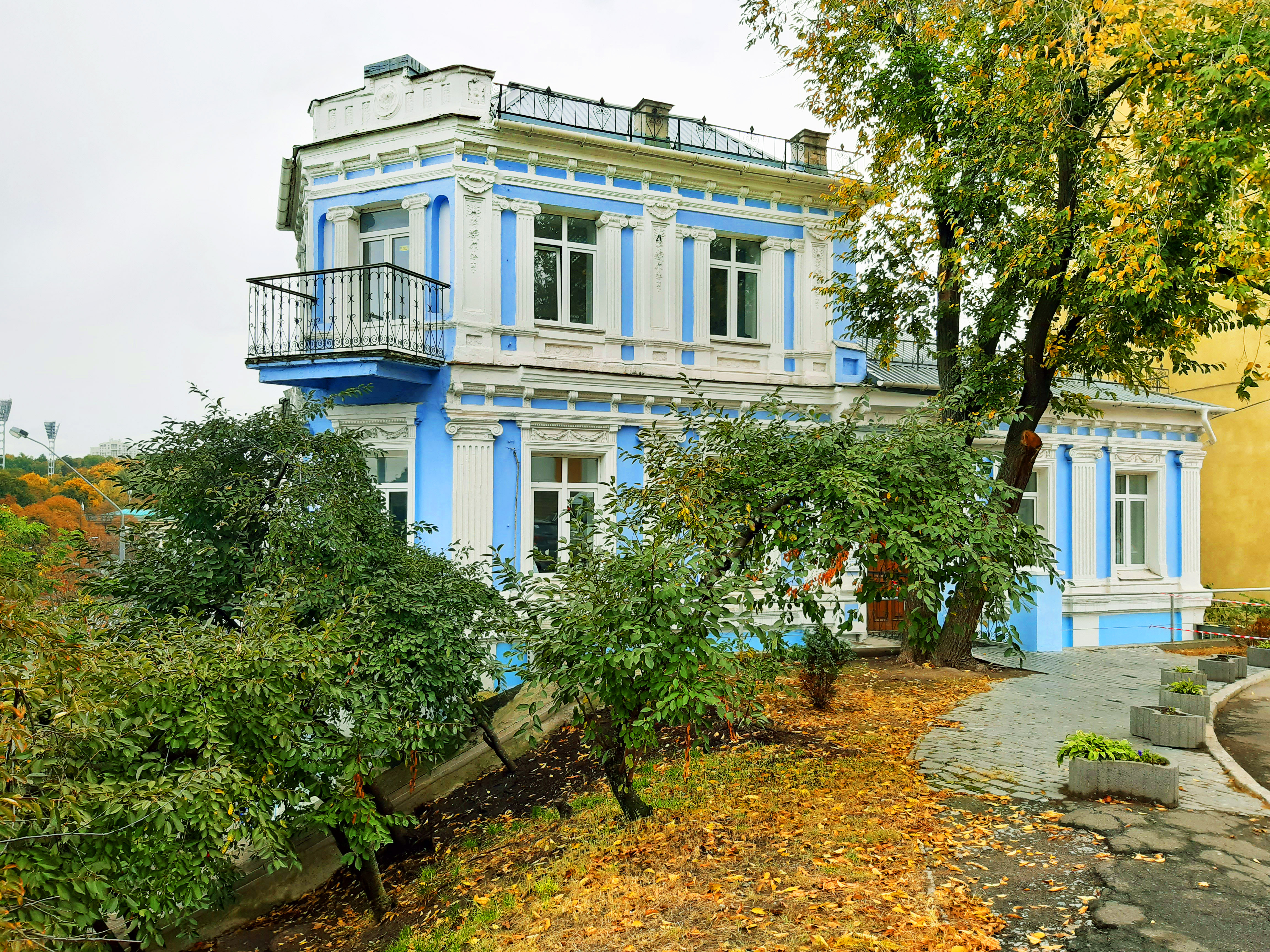
Особняк на Трехсвятительской, 5/1